# Xenu

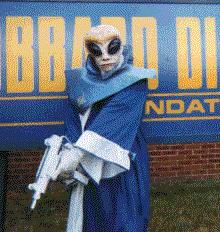
En scientologkritiker utklädd till Xenu.

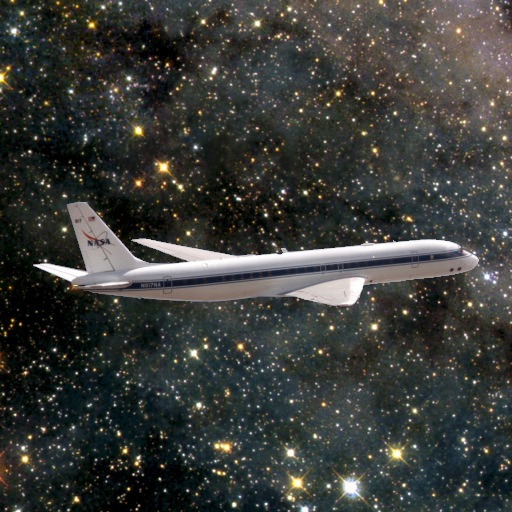
Rymdskeppen ska enligt L. Ron Hubbard ha sett ut precis som Douglas DC-8.

Xenu, eller Xemu är en central gestalt i Scientologirörelsens hemliga läror, som scientologer får ta del av först när de uppnår de högsta nivåerna inom organisationen, kallade Opererande thetan-nivåerna (mer specifikt OT3). Lärorna har dock läckt ut och spridits till allmänheten på internet. Scientologirörelsens grundare L. Ron Hubbard presenterade OT-nivåerna under andra halvan av 1960-talet, enligt honom själv efter flera års forskning. 
Enligt dessa läror fanns det för 75 miljoner år sedan en intergalaktisk härskare vid namn Xenu, som bestämde sig för att råda bot på överbefolkningen på de 76 planeter han härskade över. Detta gjorde han genom att kalla in folk till en skattekontroll. I stället blev dessa miljardtals människor injicerade med en blandning av alkohol och glykol, vilket gjorde att de blev förlamade, och därefter lastades de ombord på stora rymdskepp och fraktades till Jorden (som då hette Teegeeack). Väl på jorden placerades de i vulkaner och sprängdes med vätebomber. När de dog åkte deras själar - "thetaner" - upp i atmosfären där de fångades in i elektroniska fällor, varpå de fraktades till stora biografer där de fick se långa filmer där de implanterades med falsk information om sitt förflutna. Efter denna hjärntvätt flockade thetanerna ihop sig i kluster som fäste sig vid de få människor som fortfarande levde och hade kroppar. Enligt dessa läror har vi fortfarande dessa kluster av kroppsthetaner i våra kroppar, och det är de som får oss att handla irrationellt. Denna händelse kallas The Wall of Fire, Incident II och R6-implantatet. 
Xenu blev till slut övermannad av en grupp lojala officerare som satte honom i ett berg där ett kraftfält håller honom fängslad.
Berättelsen återberättades i ett uppmärksammat avsnitt av South Park, "Trapped in the Closet", från november 2005, i vilket scientologer - inklusive Tom Cruise och John Travolta - tror att Stan är en reinkarnation av L. Ron Hubbard.